# Sabtenga (Andemtenga)
Pour les articles homonymes, voir Sabtenga.
Sabtenga est une commune située dans le département de l'Andemtenga de la province de Kouritenga dans la région du Centre-Est au Burkina Faso.